# Вартан Гунанян
Вартан Гунанян (пол. Wartan Hunanian; 17 февраля 1644, Токат, Западная Армения, Османская империя — 8 июня 1715, Львов, Русское воеводство, Королевство Польское) — священнослужитель, архиепископ львовский армянской католической церкви (1681—1715). Доктор богословия.

## Биография
В сане диакона в 1665 году прибыл во Львов из Эчмиадзина, сопровождая легата католикоса Армянской апостольской церкви Павла из Токата, приехавшему во Львов, чтобы установить союз с католической церковью. По прибытии во Львов, желая продолжить свое обучение, Гунанян сбежал от легата и спрятался в Папском колледже отцов театинцев во Львове (основанном для привлечения польских армян к союзу с Римской Церковью). В 1665 г. стал семинаристом коллегиума театинцев. Позже завершил обучение в Папском коллегиуме в Риме, где получил степень доктора теологии.
Горячий сторонник объединения Армянской Апостольской церкви и Римско-католической церкви.
28 января 1675 года назначен Святым Престолом титулярным епископом Епифании Сирийской. 28 апреля 1675 года рукоположен архиепископом Николаем Торосевичем и епископом-коадъютором львовской Архиепархии армянской католической церкви.
В октябре 1675 г. вернулся во Львов.
Из-за разногласий с Н. Торосевичем в июне 1677 г. уехал в Великую Армению. Там был арестован и заключён в тюрьму, о чём в своих записках упоминает персидский патриарх Егиазар. Эчмиадзинский патриарх решил не отпускать В. Гунаняна во Львов, надеясь на унию с Ватиканом во время «вакансии».
Во Львов В. Гунанян вернулся только в октябре 1686 г. при посредничестве Папы римского Иннокентия ХІ и благодаря заступничеству польского короля Яна Собеского.
Инициатор унии польских армян с Римом. На созвано им в 1691 году Львовском синоде армянского духовенства было принято решение окончательно порвать с Эчмиадзинскии патриархатом и отрегулирован ряд литургических вопросов.
При его правлении в 1692 г. во Львов была перенесена чудотворная икона Язловецкой Богоматери.
Построил епископский дворец и часовню святого Григория Просветителя в Каменец-Подольском. Кроме того, способствовал созданию Армянского собора Львовского армянского бенедиктинского монастыря.
Умер во Львове и похоронен в усыпальнице архиепископов в Армянском кафедральном соборе.